# Mundŏk
Mundŏk (kor. 문덕군, Mundŏk-gun) – powiat w Korei Północnej, w prowincji P’yŏngan Południowy. W 2008 roku liczył 147 191 mieszkańców. Graniczy z powiatem Sukch’ŏn od południa i z miastem Anju od wschodu. Powiat znajduje się nad Morzem Żółtym, określanym w Korei Północnej jako Morze Zachodniokoreańskie. Przez powiat przebiegają dwie linie kolejowe: linia P’yŏngŭi, łącząca stolicę Korei Północnej, Pjongjang ze znajdującym się w północno-zachodniej części kraju miasta Sinŭiju, a dalej z siecią kolejową Chin, a także linia Anju T'angwang z Mundŏk do stacji Namdong w powiecie Sukch’ŏn.

## Historia
Przed wyzwoleniem Korei spod okupacji japońskiej tereny należące do powiatu wchodziły w skład powiatu Anju (konkretnie tworzyły miejscowości Ryonghwa, Taeri, Ripsŏk i Ryŏngho). W obecnej formie powstał w wyniku gruntownej reformy podziału administracyjnego w grudniu 1952 roku. Składał się wówczas z jednego miasteczka (Mundŏk-ŭp) i 24 wsi (kor. ri). W lutym 1980 roku powiat zmniejszył się, oddając część terytoriów dzielnicy robotniczej Anju oraz wsi Sin i Ryongbuk, które przeszły w granice administracyjne dzielnicy Ch'ŏngnam.

## Podział administracyjny powiatu
W skład powiatu wchodzą następujące jednostki administracyjne:
| Nazwa jednostki administracyjnej | Rodzaj jednostki administracyjnej | Hangul       | Hancha       |
| -------------------------------- | --------------------------------- | ------------ | ------------ |
| Mundŏk-ŭp                        | miasteczko                        | 문덕읍       | 文德邑       |
| Sŏho-rodongjagu                  | dzielnica robotnicza              | 서호로동자구 | 西湖勞動者區 |
| Sangbukdong-ri                   | wieś                              | 상북동리     | 上北洞里     |
| Kŭmgye-ri                        | wieś                              | 금계리       | 金溪里       |
| Namsanggye-ri                    | wieś                              | 남상계리     | 南上溪里     |
| Ryongnam-ri                      | wieś                              | 룡남리       | 龍南里       |
| Ŏryong-ri                        | wieś                              | 어룡리       | 漁龍里       |
| P'ungnyŏn-ri                     | wieś                              | 풍년리       | 豊年里       |
| Manhŭng-ri                       | wieś                              | 만흥리       | 万興里       |
| Ryongdam-ri                      | wieś                              | 룡담리       | 龍潭里       |
| Masan-ri                         | wieś                              | 마산리       | 馬山里       |
| Ryongban-ri                      | wieś                              | 룡반리       | 龍盤里       |
| Ryongjung-ri                     | wieś                              | 룡중리       | 龍中里       |
| Sŏngbop-ri                       | wieś                              | 성법리       | 聖法里       |
| Ryonghŭng-ri                     | wieś                              | 룡흥리       | 龍興里       |
| Ripsŏk-ri                        | wieś                              | 립석리       | 立石里       |
| Ryongnim-ri                      | wieś                              | 룡림리       | 龍林里       |
| Ryongbuk-ri                      | wieś                              | 룡북리       | 龍北里       |
| Sin-ri                           | wieś                              | 신리         | 新里         |
| Inhŭng-ri                        | wieś                              | 인흥리       | 仁興里       |
| Tongnim-ri                       | wieś                              | 동림리       | 東林里       |
| Ryong'o-ri                       | wieś                              | 룡오리       | 龍五里       |
| Sangp'al-ri                      | wieś                              | 상팔리       | 上八里       |
| Tongsa-ri                        | wieś                              | 동사리       | 東四里       |
| Nam'i-ri                         | wieś                              | 남이리       | 南二里       |